# Bataille de Monguno (15-16 février 2015)
Insurrection de Boko Haram
La bataille de Monguno des 15 et 16 février 2015 se déroule pendant l'insurrection de Boko Haram.

## Déroulement
Après avoir perdu la ville de Monguno le 25 janvier 2015, l'armée nigériane repasse à l'attaque le 15 février. Après deux jours de combats, les forces nigérianes finissent par reprendre la ville à Boko Haram, ainsi qu'une dizaine de localités des environs,,.
Le 18 février, le porte-parole du ministère de la Défense, Chris Olukolade, affirme que plus de 300 djihadistes ont été tués contre deux morts et dix blessés du côté de l'armée. Il déclare également que les militaires se sont emparés de cinq véhicules blindés, d'un canon anti-aérien, d'environ 50 caisses d'obus et de huit types de diverses mitrailleuses. De plus, cinq lance-roquettes RPG-7, 50 boîtes de munitions et 300 motos ont été détruits.